# Chromatopterum pubescens
Chromatopterum pubescens är en tvåvingeart som beskrevs av Becker 1911. Chromatopterum pubescens ingår i släktet Chromatopterum och familjen fritflugor. Inga underarter finns listade i Catalogue of Life.